# Necropoli della Riserva del Ferrone
La Necropoli della Riserva del Ferrone è una necropoli etrusca scoperta nel 1942 nel territorio del comune di Tolfa.

## Descrizione
La necropoli fu scoperta nel 1942 da A. Bastianelli. La zona fu poi oggetto di più campagne di scavo; dal 1955-64 e dal 1970-76. Fu scavato ancora nel 1983 da G. Colonna ed ancora nel 1995,.
Nella necropoli sono state ritrovate 45 tombe etrusche, la gran parte delle quali di tipo a camera, ma due sono del tipo a dado, le uniche di questo tipo ritrovate sui monti della Tolfa.
L'unica tomba ritrovata intatta è quella indicata come F19, scoperta solo nel 1995, dove erano conservati ossa funebri e ceramiche di corredo, ora esposte nel museo civico di Tolfa.
Il sito risulta essere stato abitato sin dall'età del Bronzo, come dimostrato da dei ritrovamenti ceramici e da impronte di pali, come anche in epoca successiva, almeno fino al XIV secolo, come attestato dai resti di un fortilizio.